# Lex perfecta
Der Begriff der lex perfecta (lat. für vollkommenes Gesetz) bezeichnet in der Rechtswissenschaft seit dem Gemeinen Recht eine Rechtsnorm, deren Verletzung als Rechtsfolge zwar keine Strafe, aber die Nichtigkeit der Rechtshandlung nach sich zieht. Typisches Beispiel für eine lex perfecta ist der heutige § 138 BGB, der für sittenwidrige beziehungsweise wucherische – gleichwohl nicht strafbare – Geschäfte selbst die Nichtigkeit anordnet und nicht lediglich ein gesetzliches Verbot statuiert, für das dann § 134 BGB die Nichtigkeit anordnet. Insbesondere war der Begriff im Gemeinen Recht gebräuchlich. Er geht auf Vorbilder der römischen Jurisprudenz zurück, wird zum Teil aber auch heute noch verwendet. 
Zur Abgrenzung: Ordnet eine Rechtsnorm unmittelbar keine Nichtigkeit des Geschäfts an, sondern eine Strafe, so handelt es sich um eine lex minus quam perfecta. Ob der im gemeinen Recht entwickelte Begriff der lex plus quam perfecta für Rechtsnormen, die zusätzlich zur Nichtigkeit auch eine Strafe vorsehen, schon im römischen Recht gebräuchlich war, ist unbekannt.